# Menesia palliata
Menesia palliata là một loài bọ cánh cứng trong họ Cerambycidae.